# Акимов, Александр Константинович
Алекса́ндр Константи́нович Аки́мов (род. 10 ноября 1954 г. в с. Кюкяй Сунтарского района Якутской АССР) — якутский политический и общественный деятель, член Совета Федерации, Представитель от законодательного органа государственной власти Республики Саха (Якутия) с 2013 года. Постоянный представитель Республики Саха (Якутия) при Президенте РФ (2007—2013).
Из-за поддержки нарушения территориальной целостности Украины во время российско-украинской войны находится под персональными международными санкциями Евросоюза, США, Великобритании и ряда других стран.

## Биография
- Родился 10 ноября 1954 г. в селе Кюкяй Сунтарского района ЯАССР.
- 1976 г. — окончил экономический факультет Иркутского института народного хозяйства.
- 1976—1983 гг. — управляющий отделением, главный экономист совхоза «Сунтарский», первый секретарь Сунтарского РК ВЛКСМ, директор совхоза «Тойбохойский».
- 1983—1986 гг. — первый секретарь Якутского ОК ВЛКСМ.
- 1986—1989 гг. — аспирант Академии общественных наук при ЦК КПСС в г. Москва. Защитил кандидатскую диссертацию «Новое в региональной политике освоения Севера (на примере Якутии)».
- 1989—1990 гг. — заведующий аграрным отделом Якутского областного комитета КПСС.
- 1990—1991 гг. — заведующий отделом по вопросам экономического и социального развития Секретариата Верховного Совета ЯАССР.
- 1991 г. — назначен заместителем председателя Государственного комитета по экономике Якутской — Саха ССР.
- 1992—1997 гг. — министр социальной защиты, труда и занятости РС(Я).
- 1995 г. — на учёном совете Академии государственной службы при Президенте РФ защитил докторскую диссертацию по теме «Регулирование социального развития региона в условиях становления рыночной экономики»[4];
- 1997—1998 гг. — и. о. заместителя Председателя Правительства РС(Я) — министр экономики РС(Я).
- 1998 г. — заместитель Председателя Правительства РС(Я).
- 1999—2001 гг. — первый заместитель Председателя правительства РС(Я).
- 2001—2002 гг. — первый заместитель Председателя правительства РС(Я), руководитель Администрации Президента и Администрации Правительства РС(Я).
- 2002—2007 гг. — вице-президент РС(Я), руководитель Администрации Президента и Администрации Правительства РС(Я).
- С 17 февраля 2007 г. — действующий Постоянный представитель РС(Я) при Президенте РФ.
- 2013 - 2023 гг. — член Совета Федерации, Представитель от законодательного органа государственной власти Республики Саха (Якутия)[5].
- С 02 февраля 2024 года - специальный представитель Главы Республики Саха (Якутия) по Арктике.

## Семья
Женат (жена — Розалия Иудовна), имеет сына и дочь.

## Награды и звания
- Доктор экономических наук
- Орден «Знак Почёта» (1985)
- Заслуженный работник народного хозяйства РС(Я) (2000)
- Орден Республики Саха (Якутия) «Полярная Звезда» (2007)[6]
- Орден Дружбы (2011)[7]
- Орден Почёта (20 июля 2020) — за большой вклад в развитие парламентаризма, активную законотворческую деятельность и многолетнюю добросовестную работу[8].
- Почётный гражданин Томпонского района (2003)[9]
- Нагрудный знак «За вклад в развитие парламентаризма в Республике Саха (Якутия)» (18 октября 2019) — за вклад в развитие законодательства, парламентаризма и межпарламентских связей в Республике Саха (Якутия)